# Business Intelligence and Reporting Tools
Pour les articles homonymes, voir Birt.
Le projet BIRT, de l'anglais Business Intelligence and Reporting Tools est un projet open source de la fondation Eclipse basé sur la technologie Java d'Informatique décisionnelle, autrement dit qui permet de mettre en forme des données dans les clients riches et les applications web ou de produire des rapports d'impression d'ordre synthétique, statistique, exhaustif, etc.
Pour permettre cette fonctionnalité, BIRT comprend un moteur graphique pleinement intégré. BIRT permet de sauvegarder les données sous de nombreux formats différents, y compris dans des bases de données.
Depuis 2004, le projet est soutenu par une communauté active d'utilisateurs. Le Projet BIRT est composé de 3 sous-projets :
- Eclipse Report Designer (ERD), l'environnement de travail, notamment de production de modèles
- Eclipse Report Engine (ERE), moteur de production de rapports
- Eclipse Charting Engine (ECE), le moteur graphique